# Jerzy Stuhr
Jerzy Stuhr, né le 18 avril 1947 à Cracovie où il meurt le 9 juillet 2024, est un acteur, metteur en scène de théâtre et cinéaste polonais. Il reçoit le prix Robert-Bresson en 2005, reconnaissance de compatibilité de son œuvre avec l'Évangile.

## Biographie
Jerzy Stuhr est diplômé de polonais à la faculté des lettres de l’université Jagellonne de Cracovie puis de l’École nationale supérieure de théâtre de Cracovie (Państwowa Wyższa Szkoła Teatralna). 
Il commence sa carrière d'acteur au Stary Teatr de Cracovie et devient connu du grand public au milieu des années 1970 grâce à sa participation à l'émission télévisée Spotkanie z Balladą (pl) qu'il présente avec Bogusław Sobczuk (pl).
De 1990 à 1996 puis de 2002 à 2008, il est recteur de l’École nationale supérieure de théâtre de Cracovie. 
En 2011, il préside le 2e Festival international du film d'Odessa. En septembre 2011, Jerzy Stuhr a été admis dans un hôpital d'oncologie en raison de problèmes de gorge. Les médecins ont confirmé le diagnostic de cancer du larynx. L'acteur a eu de graves problèmes de santé liés à une précédente crise cardiaque. Il relate cette expérience dans son livre Sercowa choroba, czyli moje życie w sztuce [Les maladies cardiaques ou ma vie d'artiste].

### Vie privée
En 1971, Jerzy Stuhr épouse Barbara Kóska, une violoniste. Il est le père de l'acteur Maciej Stuhr et de l'artiste-peintre Marianna Stuhr.

## Distinctions
- 2000 : Ordre du Mérite de la République italienne
- 2005 : prix Robert-Bresson à la Mostra de Venise (décerné par l'Église catholique)
- 2005 : médaille d'or Gloria Artis
- 2011 : Commandeur avec étoile de l'Ordre Polonia Restituta
- 2014 : Croix du Mérite
- 2016 : Ordre du Sourire

## Filmographie
- 1972 : La Troisième Partie de la nuit (Trzecia część nocy) d'Andrzej Żuławski
- 1976 : La Cicatrice (Blizna) de Krzysztof Kieślowski
- 1976 : Le Calme (Spokój) de Krzysztof Kieślowski
- 1977 : Le Meneur de bal (Wodzirej) de Feliks Falk
- 1978 : Sans anesthésie (Bez znieczulenia)  d'Andrzej Wajda
- 1979 : L'Amateur (Amator) de Krzysztof Kieślowski
- 1979 : Útközben de Márta Mészáros
- 1981 : Wizja lokalna 1901 de Filip Bajon
- 1981 : La Guerre des mondes (Wojna swiatów - nastepne stulecie) de Piotr Szulkin
- 1981 : Le Hasard (Przypadek) de Krzysztof Kieślowski (produit en 1981, sorti en 1987)
- 1983 : Sexmission (Seksmisja) de Juliusz Machulski : Maksymilian Paradys
- 1984 : L'Année du soleil calme (Rok spokojnego słońca), de Krzysztof Zanussi
- 1985 : Medium de Jacek Koprowicz
- 1985 : O-bi, O-ba - Koniec cywilizacji de Piotr Szulkin
- 1987 : Kingsajz de Juliusz Machulski : chef du personnel
- 1987 : Matka Królów de Janusz Zaorski
- 1988 : Le Décalogue  (Dekalog, dziesięć)  de Krzysztof Kieślowski
- 1989 : Déjà Vu de Juliusz Machulski : Johnny Pollack
- 1994 : Trois Couleurs : Blanc de Krzysztof Kieślowski
- 1997 : Kiler : inspecteur Jerzy Ryba
- 1999 : Kiler-ów 2-óch : inspecteur Jerzy Ryba
- 2000 : Grosse Bête : monsieur Sawicki
- 2001 : Down House : général Ivolguine
- 2003 : Pogoda na jutro : Józef Kozioł
- 2003 : Show
- 2004 : Arie : Israël Arie
- 2006 : Le Caïman de Nanni Moretti : Jerzy Sturovsky
- 2011 : Habemus papam de Nanni Moretti : le porte-parole du Vatican
- 2013 : L'ultimo Papa Re (it), le général de la Compagnie de Jésus Pierre-Jean Beckx
- 2014 : Obywatel de Jerzy Stuhr : Jan Bratek
- 2018 : Pardonne-nous nos dettes d'Antonio Morabito : le professeur
- 2023 : Vers un avenir radieux (Il sol dell'avvenire) de Nanni Moretti

## Doublage en polonais (liste sélective)
- 2001 : Shrek – voix polonaise de l'âne
- 2004 : Shrek 2 – idem
- 2007 : Shrek le troisième - idem

## Réalisateur
- 1994 : Spis cudzołożnic (La Liste des femmes adultères)
- 1997 : Historie miłosne (Histoires amoureuses)
- 1999 : Tydzień z życia mężczyzny (Une semaine de la vie d’un homme)
- 2000 : Duże zwierzę (La Grosse Bête)
- 2003 : Pogoda na jutro (La Météo pour demain)